# Дмитрівська волость (Конотопський повіт)
Дмитрівська волость — адміністративно-територіальна одиниця Конотопського повіту Чернігівської губернії з центром у селі Дмитрівка.
Станом на 1885 рік складалася з 5 поселень, 24 сільських громад. Населення — 7368 осіб (3755 чоловічої статі та 3613 — жіночої), 1186 дворових господарства.
|                     | Площа, десятин | У тому числі орної, дес. |
| ------------------- | -------------- | ------------------------ |
| Сільських громад    | 7750           | 7220                     |
| Приватної власності | 8113           | 6318                     |
| Іншої власності     | 67             | 67                       |
| Загалом             | 15930          | 13595                    |

Основні поселення волості:
- Дмитрівка — колишнє державне та власницьке село при річці Ромні за 40 верст від повітового міста, 1251 особа, 196 дворів, православна церква, постоялий двір, 2 постоялих будинки, 4 вітряних млини.
- Кропивне — колишнє державне та власницьке село, 2021 особа, 361 двір, православна церква, школа, постоялий будинок, 2 лавки, 3 вітряних млини.
- Рубанка — колишнє державне та власницьке село, 2016 осіб, 352 двори, православна церква, лікарня, постоялий будинок, лавка, винокурний завод.
- Рябухи — колишнє державне та власницьке село при річці Ромні, 1372 особи, 228 дворів, православна церква, 3 постоялих будинки, 2 лавки.